# Винна шафа
Винна шафа — холодильник для вина, в якому максимально відтворені температурні параметри винного льоху і інші оптимальні умови для зберігання вина.
Зберігання вина в нерухомому стані, підтримка постійної температури, відповідної для того або іншого сорту вина, мають не менше значення, ніж сам винний букет.
Часто, у винні шафи вбудовують активні вугільні фільтри, що гарантують чистоту повітря, яке знаходиться усередині. У пляшках, що знаходяться в похилому положенні, осад повільно опускається на дно і при розливанні не змішується з ним. Деякі винні шафи мають спеціальне відділення для охолодження келихів.

## Відомі виробники винних шаф
- Gunter & Hauer
- DESMON
- UGUR
- Liebherr